# Động vật phù du

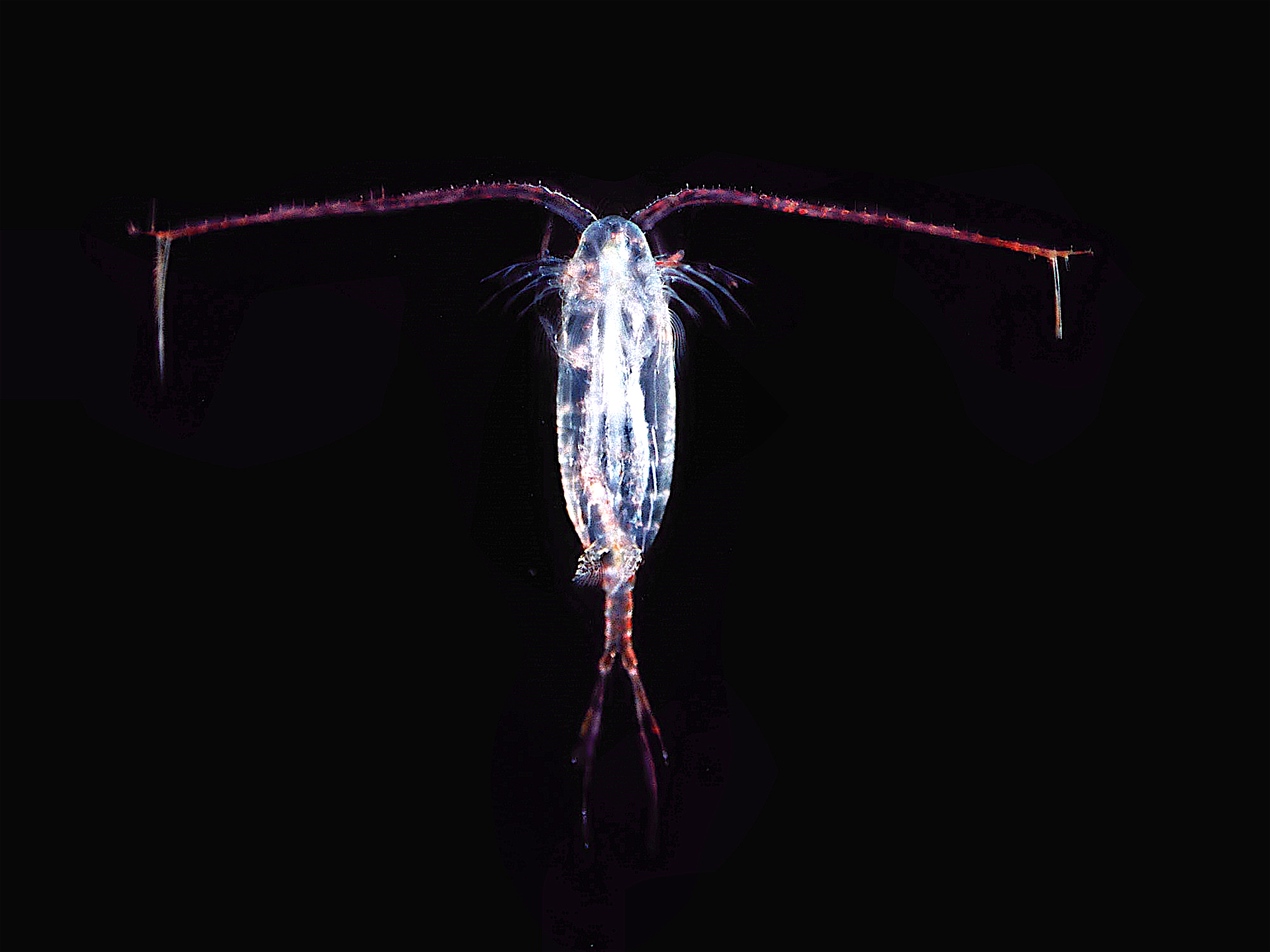
Một động vật giáp xác chân kiếm (Calanoida sp.)

Động vật phù du là những sinh vật phù du dị dưỡng sống trôi nổi trong biển, đại dương, các vùng nước ngọt. Các cá thể động vật phù du thường có kích thước quá nhỏ để có thể quan sát bằng mắt thường, nhưng một số khác có kích thước rất lớn như sứa.

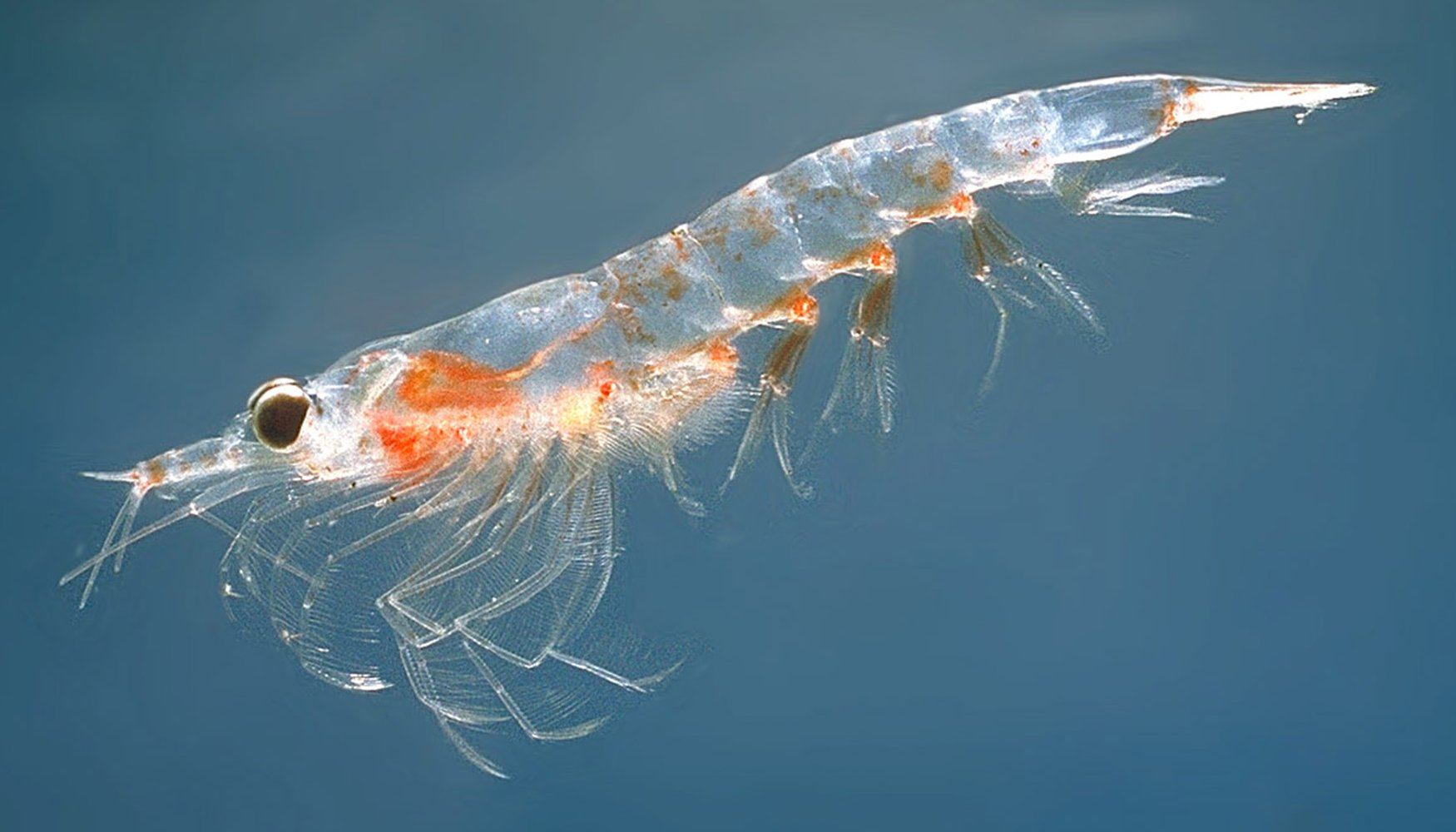
Meganyctiphanes norvegica

Động vật phù du bao gồm nhiều loài có kích thước khác nhau từ các động vật nguyên sinh nhỏ đến các sinh vật đa bào lớn. Nó bao gồm các sinh vật holoplankton mà toàn bộ vòng đời của chúng ở dạng sinh vật phù du, tương tự đối với các sinh vật meroplankton chúng trải qua phần lớn vòng đời ở dạng plankton trước khi trưởng thành hoặc thành nekton. Các zooplankton thường trôi theo các dòng hải lưu, một số thì sử dụng khả năng vận động để tránh các loài săn mồi hoặc để tăng tốc độ bắt mồi.